# Alexander Mohrenberg
Alexander Mohrenberg (* 22. März 1995 in Reinbek) ist ein deutscher Jurist und Politiker der Sozialdemokratischen Partei Deutschlands (SPD). Er ist seit 2020 Mitglied der Hamburgischen Bürgerschaft und dort Fachsprecher für die Klima-, Energie- und Umweltpolitik seiner Fraktion. Außerdem ist er stellvertretender Vorsitzender der SPD Hamburg.

## Leben
Mohrenberg ist in Hamburg-Nettelnburg in einer Arbeiterfamilie aufgewachsen, besuchte das Hansa-Gymnasium Bergedorf und studierte Rechtswissenschaften an der Bucerius Law School in Hamburg und an der Sciences-Po in Paris. Nach abgeschlossener erster juristischer Prüfung absolvierte er ab Juni 2022 das Referendariat am Oberlandesgericht Celle. Dieses beendete er erfolgreich im Juni 2024 mit Ablegen des zweiten Staatsexamens. Er ist verheiratet. Da die Familie seiner Frau aus Afghanistan stammt, begann er zum Spracherwerb ein Studium der Iranistik an der Universität Hamburg.

## Politik
Mohrenberg trat mit 16 Jahren der SPD bei. Mit 19 Jahren wurde er jüngstes Mitglied der Bezirksversammlung Bergedorf, wo er im Folgenden im Jugendhilfeausschuss und als Baupolitischer Sprecher seiner Fraktion tätig war.
Von 2018 bis 2021 war Vorsitzender der Jusos in Hamburg. Unter ihm forderten die Jusos Hamburg öffentlich ein Ein-Euro-Ticket für Auszubildende und junge Menschen in Hamburg, das anschließend eingeführt wurde.  Am 6. November 2021 wurde er auf dem Landesparteitag der Hamburger SPD zu ihrem stellvertretenden Vorsitzenden gewählt.
Am 23. Februar 2020 gelang Mohrenberg bei der Bürgerschaftswahl in Hamburg 2020 der Einzug als Abgeordneter in die Hamburgische Bürgerschaft. Als Mitglied der 22. Hamburgischen Bürgerschaft ist Mohrenberg Mitglied im Ausschuss für Wirtschaft & Innovation, im Ausschuss für Umwelt, Klima und Energie sowie im parlamentarischen Untersuchungsausschuss "Cum-Ex Steuergeldaffäre".
Als Fachsprecher seiner Fraktion für Umwelt, Klimaschutz und Energie engagiert sich Mohrenberg insbesondere für die Energiewende in der Hamburger Industrie, etwa durch Errichtung einer Wasserstoffinfrastruktur im Hamburger Hafen, dem Bau von Europas größtem Wasserstoffelektrolyseur und der Ausbildung zusätzlicher Fachkräfte im Handwerk. Er bekennt sich zum 1,5-Grad-Ziel. Er kritisierte öffentlich die Blockadeaktionen der letzten Generation, da diese "die Gesellschaft spalten und daher ihr Ziel verfehlen". In diesem Kontext forderte er zudem, dass für eine ehrliche Politik jedes neue Jahresziel für Klimaneutralität immer mit konkreten Plänen zu deren Erreichbarkeit unterlegt werden müssten. 
Mohrenberg setzt sich für eine bezahlbare Wärmeversorgung ein, insbesondere durch Ausbau der Fernwärme. Nachdem E.ON die Wärmepreise in Hamburg-Lohbrügge stark anhob, setzte Mohrenberg eine unabhängige Kontrolle des Kraftwerks durch. Zum Thema Hochwasserschutz kritisierte er öffentlich die Umweltbehörde wegen des schleppenden Ausbaus der Hamburger Deiche und fordert einen schnelleren Bau der Schöpfwerke in den Vier- und Marschlanden.